# Clã Ashikaga
O clã Ashikaga (足利氏, Ashikaga-shi) foi um proeminente clã samurai que estabeleceu o xogunato Muromachi e dominou o Japão de 1338 a 1573.
Os Ashikaga descenderam de um ramo do clã Minamoto, oriundos da cidade de Ashikaga na província de Shimotsuke (atual prefeitura de Tochigi).
Por cerca de um século o clã esteve dividido em dois ramos rivais, os Kantō Ashikaga, que governavam de Kamakura e os Kyōto Ashikaga, senhores do Japão. A rivalidade terminou após a derrota dos primeiros em 1439. O clã teve vários ramos notáveis, incluindo os clãs Hosokawa, Imagawa, Hatakeyama (após 1205), Kira, Shiba e Hachisuka. Depois que o ramo principal dos Minamoto desapareceu ainda no começo do Período Kamakura, os Ashikaga vieram a liderar o clã Minamoto, cooptando o prestígio desse nome.
Outro clã Ashikaga, sem parentesco sanguíneo, derivado do clã Fujiwara, também existiu.

## Chefes do clã
1. Ashikaga Yoshiyasu
2. Ashikaga Yoshikane
3. Ashikaga Yoshiyasu
4. Ashikaga Yoshiuji
5. Ashikaga Yasuuji
6. Ashikaga Yoriuji
7. Ashikaga Ietoki
8. Ashikaga Sadauji
9. Ashikaga Takauji

### Outros Ashikaga notáveis
- Ashikaga Tadayoshi
- Ashikaga Yoshimitsu
- Ashikaga Yoshimasa
- Ashikaga Satouji